# Ізкеяс
Ізкеяс — негус Ефіопії з Соломонової династії. Був сином імператора Йясу III.

## Правління
Був звільнений з царської в'язниці за допомогою азая Дагале та кантіби Аядара, які зробили його імператором, поки чинний імператор Текле Гійоргіс I проводив польову кампанію проти повстанців з різних регіонів країни. Текле Гійоргісу знадобилось понад чотири роки, щоб зібрати необхідні сили та скинути з престолу Ізкеяса.